# اس‌اس روما (۱۹۲۶)
اس‌اس روما (۱۹۲۶) (به انگلیسی: SS Roma (1926)) یک کشتی بود که طول آن ۲۱۵٫۲۵ متر (۷۰۶٫۲ فوت) بود. این کشتی در سال ۱۹۲۶ ساخته شد.